# Mil Mi-10

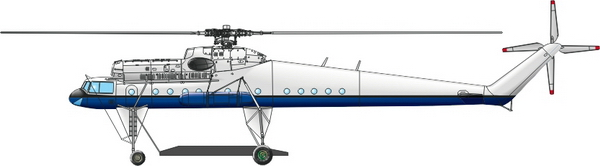
Mil Mi-10 in colorazione civile

Il Mil Mi-10 (nome in codice NATO "Harke" - rastrello) è un elicottero da trasporto militare progettato e costruito in Unione Sovietica per l'utilizzo come gru volante.

## Storia
Denominato “izdeliye 60” (articolo 60), venne assemblato nello stabilimento della Mil di Rostov sul Don come variante specifica per il sollevamento di carichi del Mi-6 del quale ereditava i motori, la trasmissione e il rotore principale a cinque pale. La fusoliera venne modificata trasformandola da vano di carico a cabina per il trasporto di passeggeri e venne aggiunto un alto carrello fisso quadriciclo, utile per spostare l'elicottero a terra fin sopra il carico da sollevare. Il prototipo di partenza venne denominato V-10 e volò la prima volta il 15 giugno 1960. La prima presentazione pubblica ebbe luogo alla parata aerea di Tushino in occasione della "Giornata delle Forze Aeree Sovietiche" del luglio 1961, mentre la produzione iniziò nel 1962 con il nome Mi-10. L'elicottero entrò in servizio con l'Aeronautica militare russa e gli venne assegnato il codice Nato "Harke".
Inizialmente venne prevista una gondola sotto il naso per consentire ad un membro dell'equipaggio di visionare il carico sospeso. In seguito venne adottato un sistema di telecamere a circuito chiuso.
Per contrastare la coppia generata dal rotore principale, le gambe del carrello di destra sono state realizzate, in modo abbastanza insolito, più corte di 30 centimetri, il che causa una inclinazione di un grado e mezzo per l'elicottero quando ferma i motori a terra. Il carrello ha ruote gemellate e ammortizzatori idraulici e sono presenti alcuni bracci idraulici per agganciare dei pallet di carico standardizzati.
Nel 1965 il Mi-10 venne presentato al Salone internazionale dell'aeronautica e dello spazio di Parigi-Le Bourget dove però non raccolse il successo di esportazione che aveva invece caratterizzato il suo predecessore Mi-6.

### La versione K
Nel 1964 la Mil iniziò lo sviluppo di una variante Mi-10K (Harke-B) (dal russo Korotkonogii - gambe-corte), più ottimizzata per il trasporto di carichi sospesi. Il Mi-10k, con un equipaggio ridotto a soli due piloti, oltre a varianti alla coda e ai serbatoi di carburante portati a 9000 kg di capacità, aveva un carrello più corto, alto 1,8 m contro i 4 m della versione originale. La riduzione di peso, consentì un aumento del carico utile. Vennero modificate le postazioni dei piloti: nella cabina di pilotaggio il pilota adesso sedeva in una configurazione singola, mentre il copilota sedeva nella gondola inferiore rivolta all'indietro e nella quale vennero riportati tutti i comandi di volo e di gestione del carico. Il primo volo della nuova versione si ebbe il 14 aprile 1965 e nel maggio successivo, una versione speciale di Mi-10K battezzata Mi-10R (rekordnyy, per record) con carrello triciclo, ottenne un record assoluto mondiale carico/quota, sollevando un carico di 25105 kg ad un'altezza di 2840 m.
Nel 1967 il Mi-10 venne presentato al Salone internazionale dell'aeronautica e dello spazio di Parigi-Le Bourget e venne acquistato da una società olandese per poi essere ceduto alla Petroleum Helicopters Inc negli Stati Uniti d'America, che lo utilizzò per supportare piattaforme petrolifere in Sudamerica.
La produzione terminò nel 1971 totalizzando 55 esemplari e venne ripresa brevemente nel 1977.

## Utilizzatori
Un Mi-10K è utilizzato dalla società belga Skytech international. Un esemplare ancora operativo di Mi-10K è stato fotografato nel 2006 in servizio con un operatore civile russo.
 Unione Sovietica
- Aeronautica militare sovietica
- Aeroflot

 Russia
- UTair
- Komiavia

 Stati Uniti
- Petroleum Helicopters Inc

 Belgio
- Skytech international